# 自分じゃないか
「自分じゃないか」（じぶんじゃないか）は、ASKAの楽曲。配信シングルとして、2020年9月18日に配信された。配信元はDADAレーベル。

## 背景
2020年9月2日に3週連続で新曲を配信することが発表され、1作目の「幸せの黄色い風船」に続き、2作目として本作が発売された。同時に同年10月4日には、ミュージック・ビデオの撮影も決定している。
当初、月一配信を予定していたが、上記で述べたミュージック・ビデオの撮影は3曲まとめ、それぞれの撮影地で撮ることが決まったため、9月中に週一で配信することが決定した。

## 音楽性
今回、配信される本作、「幸せの黄色い風船」「僕のwonderful world」はテーマが統一されており、ASKA曰く「2020年、人類史に残るような出来事（世界的なコロナ禍）を迎えているこの時代に、ぼくらはたまたま共に生きているわけで、だったら“その時の歌”を残しておきたいと思って作った」とコメントしている。

## 収録曲
1. 自分じゃないか (3:35)[5]
（作詞・作曲：ASKA）
「4つ押し」「4分打ち」と呼ばれる手法を使用しており、ライブにおいてオーディエンスの熱気を高めたりするという。CHAGE and ASKAの楽曲でも「SAILOR MAN」「TURNING POINT」が当てはまり、ASKAは「ライブでひとつになる曲」を意識して制作したという[6]。

## 収録アルバム
- Wonderful world